# 芬尼人
芬尼（Fenni），是一个古代北欧部落的统称。有关芬尼人最早的记录来自塔西陀于公元98年完成的《日耳曼尼亚志》。

## 相关记载
塔西陀在《日耳曼尼亚志》中并没有提及芬尼人的具体分佈位置：
他们（维涅底人）掠夺占领了位于佩西尼人与芬尼人之间大部分山野林地。
古希腊-罗马地理学家克劳狄乌斯·托勒密在他的《地理学指南》中也提到了一个名为「芬诺里」（Phinnoi）的部落，被认为同指芬尼人。他根据地域分布将其一分为二：北部的一支定居在当时被认为是一个岛屿的斯坎的亚（今日斯堪的纳维亚）；南部的一支则定居于上维斯瓦河的东岸（今波兰境内）。但对于两个分支之间的关系却只字未提。
在6世纪拜占庭史学家约达尼斯的《哥特史》中我们也能找到对于芬尼人的描述，在写到斯坎扎岛（今日斯堪的纳维亚）时，他认为岛上有超过三十个部落：

“在最北边居住着Adogit人，他们每年都将经历四十天极昼与四十天极夜……还有仅仅依靠肉类和禽蛋为食的Screrefennae人……Suehans人就像图灵根人一样大多靠饲养马匹为生，他们中有些人也会通过其他部落与罗马人交易类蓝宝石Sappherine。尽管生活贫苦，他们仍身着厚重华丽的皮毛来御寒。……由于共同生活在相对富饶的地区，Theustes、Vagoth、Bergio、Hallin及Liothida备受其他部落侵扰。而Ahelmil、Finnaithae、Fervir與Gauthigoth则是相对来说更加骁勇善战的部落。还有像野兽一般住在岩石开凿的住所中的Mixi、Evagre和Otingis。
岛上所有部落中最温和的要数Ostrogoths、Raumarici、Aeragnaricii、Vinovilith及最为和善的Finns。所有同源部落中，在体格上Suetidi最占优势，Heruli则是身高最高的。而Dani早已离开了他们的故乡。除此之外，还有都曾接受国王鲁道夫统治的Grannii、Augandzi、Eunixi、Taetel、Rugi、Arochi與Ranii，（尽管这位国王最后为了一己私欲背叛了他的王国，转而投靠东哥特王国国王狄奥多里克）所有的这些部落常年与可怖的野兽搏斗，在体格和精神上远超日耳曼人的部落。”

## 分类之争
究竟该将芬尼人归为日耳曼人还是萨尔马提亚人，塔西陀本人也并不清楚。他在描述中的模糊不清使得后世对于芬尼人的归属问题衍生出了许多理论。
有观点认为罗马人使用「芬尼」一词作为对欧洲所有非日耳曼语族部落的统称（比如波羅的-斯拉夫語族与芬兰-匈牙利语族）而这一观点的反对者则辩称塔西陀已经把芬尼人同其他非日耳曼语族部落区别开来，比如维涅底人和艾斯提人。
还有观点认为塔西陀笔下的芬尼人应该是现代芬兰人的祖先。有学者认为塔西陀实际上使用芬尼人来称呼萨米人或古芬兰人，这一观点建立在后者已被考古学家证实为斯堪的纳维亚地区的原住民这一基础之上。然而也有部分语言学家反对，因为有证据表明，一种古印欧语系方言和未命名的石器时代欧洲语言在芬兰-匈牙利语系（如古萨米语和芬兰语）广泛传播以前就已经存在于波罗的海的东北岸。
另一种理论认为塔西陀笔下的芬尼人与托勒密笔下的北芬诺里人实际上都属于北芬诺斯堪的亚的萨米人，这使得日耳曼尼亚成为第一份有关史料。不过尽管这一理论似乎适用于北芬诺里人，但对塔西陀笔下的芬尼人却漏洞百出，因为同托勒密笔下的南芬诺里人一样，他们的定居地显然都位于欧洲大陆而非斯堪的纳维亚半岛，远远超出了现代萨米人的活动范围。但也有支持者认为古代萨米人的活动范围要更广，因为在芬兰南部和卡累利阿都发现了萨米人的踪迹。

## 文化特点
引用塔西陀的描述：
“处于极端原始的环境中，芬尼人没有劳力，马匹，甚至家园，生活非常贫苦：他们以草木为食，以毛皮为衣，以大地为床。他们唯一的希望寄托于手中的箭，因为没有铁器，他们只得用骨头把箭磨尖；为了获取食物，男人和女人都要去打猎；男女穿着相似，每人只能分得战利品的一小部分；即使是为了保护他们的孩子，他们除了用树枝编成的藤条遮蔽以外别无他法。老人和青年亦是如此过活。他们认为，即使是这样的生活条件，也比耕地，建房以及生活在互相侵略的恐惧之中要快乐的多。远离复杂的社会，远离恐怖的天灾，他们自在的生活已经超越了无尽的困苦——他们已经别无所求。”

## 引用
1. 1 2  Tacitus G.46
2. ↑  Ptolemy G II.11 and III.5
3. ↑  The origin and deeds of the Goths in English version (1908) by Jordanes, translated by Charles Christopher Mierow III.Scanadza
4. ↑  R. Bosi, The Lapps (1960) pp44-7
5. ↑  Tacitus G.45-6
6. ↑  Anderson (1958) 217 Pirinen 9
7. ↑  Juha Pentikäinen, Kalevala Mythology, Indiana University Press, 1999, p226
8. ↑  Mikko Heikkilä: Bidrag till Fennoskandiens språkliga Förhistoria i tid och rum. University of Helsinki. 2014. tps://helda.helsinki.fi/bitstream/handle/10138/135714/bidragti.pdf （页面存档备份，存于） - Abstract in English pp. 7-8 Antte Aikio 2006: On Germanic-Saami contacts and Saami prehistory.http://www.sgr.fi/susa/91/aikio.pdf
9. ↑  Doug Simms, The University of Texas, The Early Period of Sámi History, from the Beginnings to the 16th Century （页面存档备份，存于）
10. ↑  File:LocationSapmi.png
11. ↑  R. Bosi, The Lapps (1960) pp44-7 Hansen & Olsen (2004)
12. ↑  Ante Aikio 2007: The study of Saami substrate toponyms in Finland. Onomastica Uralica.http://mnytud.arts.klte.hu/onomural/kotetek/ou4/08aikio.pdf